# Telmatoscopus falcata
Telmatoscopus falcata är en tvåvingeart som beskrevs av Quate 1967. Telmatoscopus falcata ingår i släktet Telmatoscopus och familjen fjärilsmyggor. Inga underarter finns listade i Catalogue of Life.